# Erkölcstelen mesék
Az Erkölcstelen mesék (Les contes immoraux) 1974-ben készült színes, francia erotikus film. Ez volt a lengyel Walerian Borowczyk harmadik játékfilmje, s igazából ez tette világhírűvé a nevét egész estés filmek alkotójaként is. (Rövid- és animációs filmjei révén már korábban elismert művésznek számított.) Az Erkölcstelen mesék 4 történetből áll: A dagály, Thérèse filozófiája, Báthory Erzsébet, Lucrezia Borgia.

## A történetek és szereplők
|  | Alább a cselekmény részletei következnek! |

### A dagály
A helyszín Franciaország, a 20. század második felében. A húszéves André kerékpárral kiviszi unokahúgát, a 16 éves Julie-t a tengerpartra. Miközben a dagály érkezését várják, André ráveszi unokahúgát, hogy fellációt végezzen rajta.
- Lise Danvers (Julie)
- Fabrice Luchini (André)

### Thérèse filozófiája
A helyszín Franciaország, a 19. században. A kamaszlány Thérèse-t édesanyja büntetésből bezárja egy szobába. A kétségbeesett leányzó hamarosan feltalálja magát, ismerkedni kezd a szoba tárgyaival, vallási hevülettel kevert szexuális késztetés vesz erőt rajta, amely maszturbációhoz vezet. A kéjes sikolyok felkeltik egy arra járó csavargó figyelmét…
- Charlotte Alexandra (Thérèse)

### Báthory Erzsébet
A helyszín Magyarország, a 17. században. A csejtei vár úrnője, Báthori Erzsébet fiúnak öltözött komornája segítségével fiatal lányokat ejt foglyul, akiket a várába hurcoltat. A lányoknak előbb alaposan meg kell tisztálkodniuk, majd megjelenik maga Erzsébet asszony is, akivel leszbikus színezetű enyelgés kezdődik, melynek végén a foglyokat lemészárolják. Vérüket egy dézsába öntik, és ebben fürdik meg Erzsébet asszony, hogy megőrizze szépségét és fiatalságát. Fiúszerepre kényszerített komornája azonban elárulja úrnőjét…
- Paloma Picasso (Báthory Erzsébet)
- Pascale Christophe (István)

### Lucrezia Borgia

Lucrezia Borgia

A helyszín Itália a 16. században. VI. Sándor pápa és fia, Cesare vérfertőző viszonyt folytat Lucrezia Borgiával, aki egyiküknek a lánya, másikuknak a húga. Közben Savonarola a pápai család erkölcstelenségét ostorozza, mindhiába: az orgiák folytatódnak, Savonarola viszont máglyán végzi…
- Florence Bellamy (Lucrezia Borgia)
- Jacopo Berinizi (VI. Sándor pápa)
- Lorenzo Berinizi (Cesare Borgia)
- Philippe Desboeuf (Savonarola)

## Érdekességek
- Mindegyik epizódot rövid bevezető szöveg előzi meg.
- Csupán a legelső epizód az, amelyik irodalmi mű alapján készült, a késő szürrealista francia író, André Pieyre de Mandiargues (1909–1991) La Marée című művéből. Borowczyk később is megfilmesítette a szerző írásait: a Periféria (1976) és a Szerelmi rítus (1988) teljes egészében Mandiargues egy-egy munkáján alapul, a 3 epizódból álló A romlás démonainak (1979) pedig a középső története.
- A Thérèse filozófiája a vallási és a szexuális megszállottság merész összefüggéseit érinti: e témának szentelte később Borowczyk az Egy kolostor belsejében (1977) című filmjét is.
- A Báthory-epizódot Svédországban forgatták. Az egyik fogoly szerepét a népszerű svéd pornósztár, Marie Forså alakította: ő az a lány, aki a vaginájába rejti azt a gyöngyszemet, amelyik Báthory Erzsébet szétszakadt nyakláncából gurult el. A pornócsillagnak ez volt az egyetlen, nem „hard” szereplése a filmvásznon.
- A Báthory-epizód kísérőzenéje magyar nyelven előadott húsvéti énekekből áll. Báthory Erzsébet szerepére Borowczyk a híres festőművész lányát, Paloma Picassót kérte fel, akinek ez az egyetlen filmszerepe. Angliában ez volt a film reklámszlogenje: „Nem kell múzeumba mennie, hogy lásson egy X kategóriás Picassót!” (Az X kategória a felnőtteknek szóló filmek máig használatos jelölése.)
- A Lucrezia Borgia-epizódban a két férfi főszereplő szándékosan viseli ugyanazt a családnevet, mintha apáról és fiáról lenne szó. Jacopo Berinizi azonban valójában Borowczyk jó barátjával, Chris Marker rendezővel azonos. Marker rendezte a 12 majom (1995) című Terry Gilliam-film alapjául szolgáló rövidfilmet (A kilátóterasz, 1962), melyben egyébként Borowczyk felesége, Ligia Branice volt az egyik szereplő.
- Borowczyk eredetileg 5 epizódot forgatott az Erkölcstelen mesék számára, de az ötödiket végül kihagyta. Az anyag azonban nem veszett kárba: a rendező A bestia (1975) című filmjéhez felhasználta a kihagyott jelenetet. Egyes források szerint Borowczyk eredetileg az Erkölcstelen mesék számára forgatta az Une collection particulière (1973) című rövidfilmjét is, melyet végül önállóan, a négy epizódos játékfilm premierjét megelőzve mutattak be.
- Az Erkölcstelen mesék volt az első erotikus film, melyet a francia Antenne 2 tévécsatorna műsorára tűzött, 1978-ban. I. János Pál pápa halálára való tekintettel azonban a Borgia-epizódot kivágták.
- A filmet 1990 augusztusában mutatták be Magyarországon. 2008 végéig bezárólag egyik hazai tévéállomás sem sugározta, és nem jelent meg nálunk se VHS-en, se DVD-n.

## Magyar kritikai visszhang
„Nyugodtan, izgalom nélkül, tűnődve nézhetjük vérforraló négy epizódját. Aki először látja most, arra is hat patinás, ómódi bájaival, megnemesült vagy megkopott merészségével. Szép maradt ez a film, de valahogy ősziesen szép, mint megfakultan pasztell-árnyalatú, egykor oly harsány színei. A négy epizód (tulajdonképpen négy önálló kisfilm) roppant egyenetlen színvonalú. Az első kivételével mindegyik a múltban játszódik. Ez a múlt mint színpompás dekoráció jelenik meg a filmben. Alkalom nemesen leomló bársonyok, tüllfátylak és bíborba-brokátba borult tárgyak meg testrészek szép, sőt szépelgő ábrázolására. De nemcsak a tárgyak: a történetek ideje és helyszíne is mindenféle kultúrtörténeti malaszttal terhes.”

(Bikácsy Gergely: Bíbor onánia. In: Filmvilág 1990/8, 28. oldal)